# Frimärkets dag
Frimärkets dag är en temadag som oftast firas en lördag runt 1 oktober varje år. Dagen firas oftast i samband med att Posten ger ut nya frimärken. 
Temadagen firades första gången efter en idé av Hans von Rudolphi och arrangerades första gången i Österrike i december 1935.

### Fotnoter
1. ↑  ”Tag der Briefmarke”. http://www.tag-der-briefmarke.com/. Läst 15 augusti 2011.